# Parafia Podwyższenia Krzyża Świętego w Janowicach
Parafia Podwyższenia Krzyża Świętego w Janowicach – parafia rzymskokatolicka, znajdująca się w diecezji tarnowskiej, w dekanacie Zakliczyn.